# 2006年法國網球公開賽
2006年法國網球公開賽是第105屆法國網球公開賽。於2006年5月28日至6月11日在罗兰·加洛斯球场舉行。

## 各項賽事

### 男子單打
拉斐爾·納達爾 擊敗  羅傑·費德勒 （1-6, 6-1, 6-4, 7-64）
- 這是他今年第5個冠軍（職業生涯第17個冠軍），同時是第2個大滿貫，也是第2個法網冠軍。

### 女子單打
賈斯汀·海寧 擊敗  斯韦特兰娜·库兹涅佐娃 （6-4, 6-4）
- 這是她今年第3個冠軍（職業生涯第26個冠軍），同時是第5個大滿貫，也是第3個法網冠軍。

### 男子雙打
約納斯·比約克曼 /  馬克斯·米爾內 擊敗  邁克·布賴恩 /  鮑勃·布賴恩（65-7, 6-4, 7-5）

### 女子雙打
麗莎·雷蒙德 /  薩曼莎·斯托瑟 擊敗  達妮埃拉·漢圖霍娃 /  杉山愛（6-3, 6-2）

### 混合雙打
卡塔琳娜·斯雷博特尼克 /  內納德·齊莫尼奇 擊敗  葉連娜·利霍夫采娃 /  丹尼爾·內斯特（6-3, 6-4）
| 前任： 2005年法国网球公开赛     | 法国网球公开赛 2006年 | 繼任： 2007年法国网球公开赛     |
| 前任： 2006年澳大利亚网球公开赛 | 网球大满贯 2006年     | 繼任： 2006年温布尔登网球锦标赛 |